# پیردوپ
پیردوپ شهری در استان صوفیه کشور بلغارستان است که جمعیت آن در سال ۲۰۰۱ میلادی ۸٬۳۷۲ نفر بوده‌است.

## نگارخانه

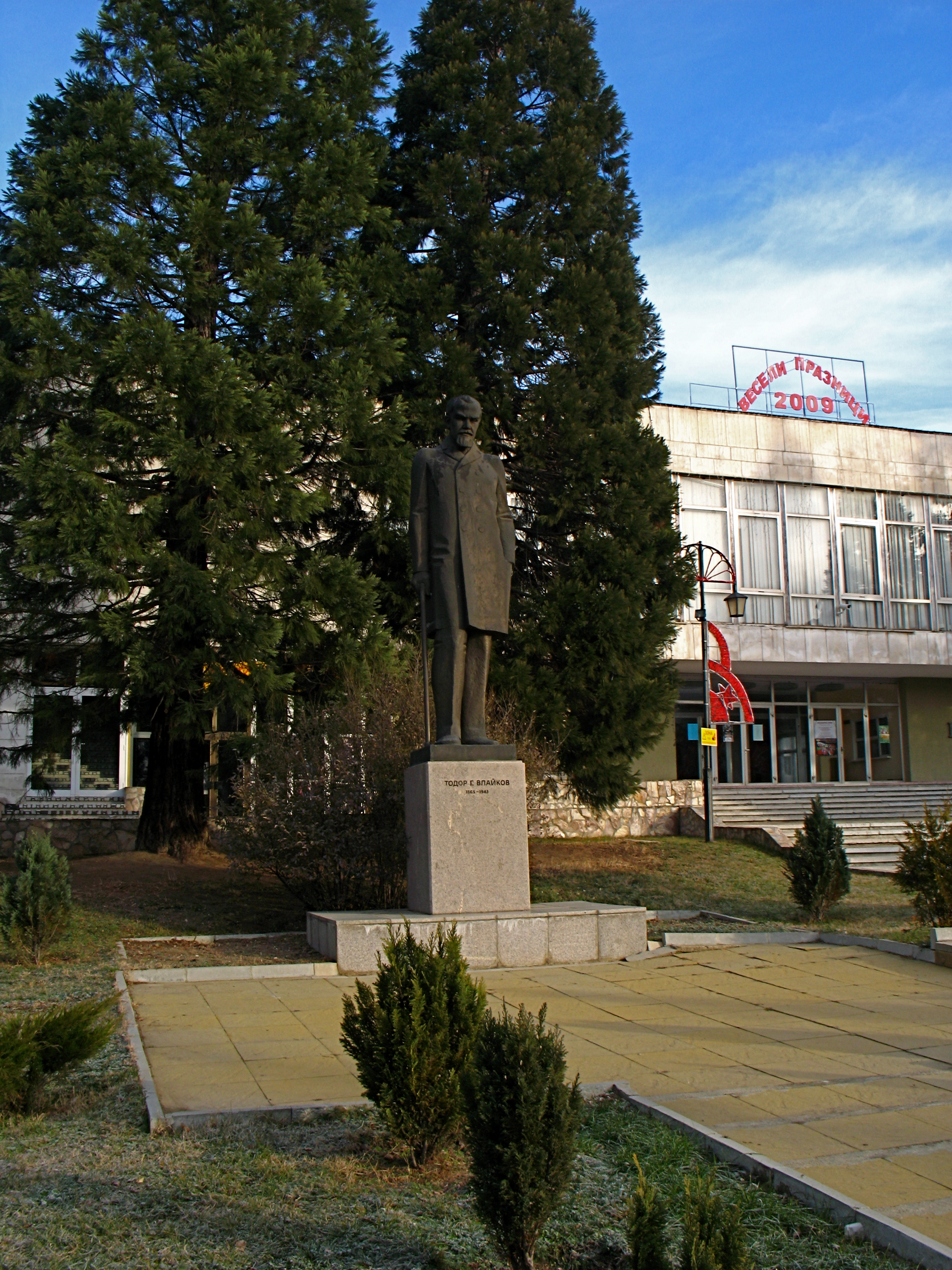
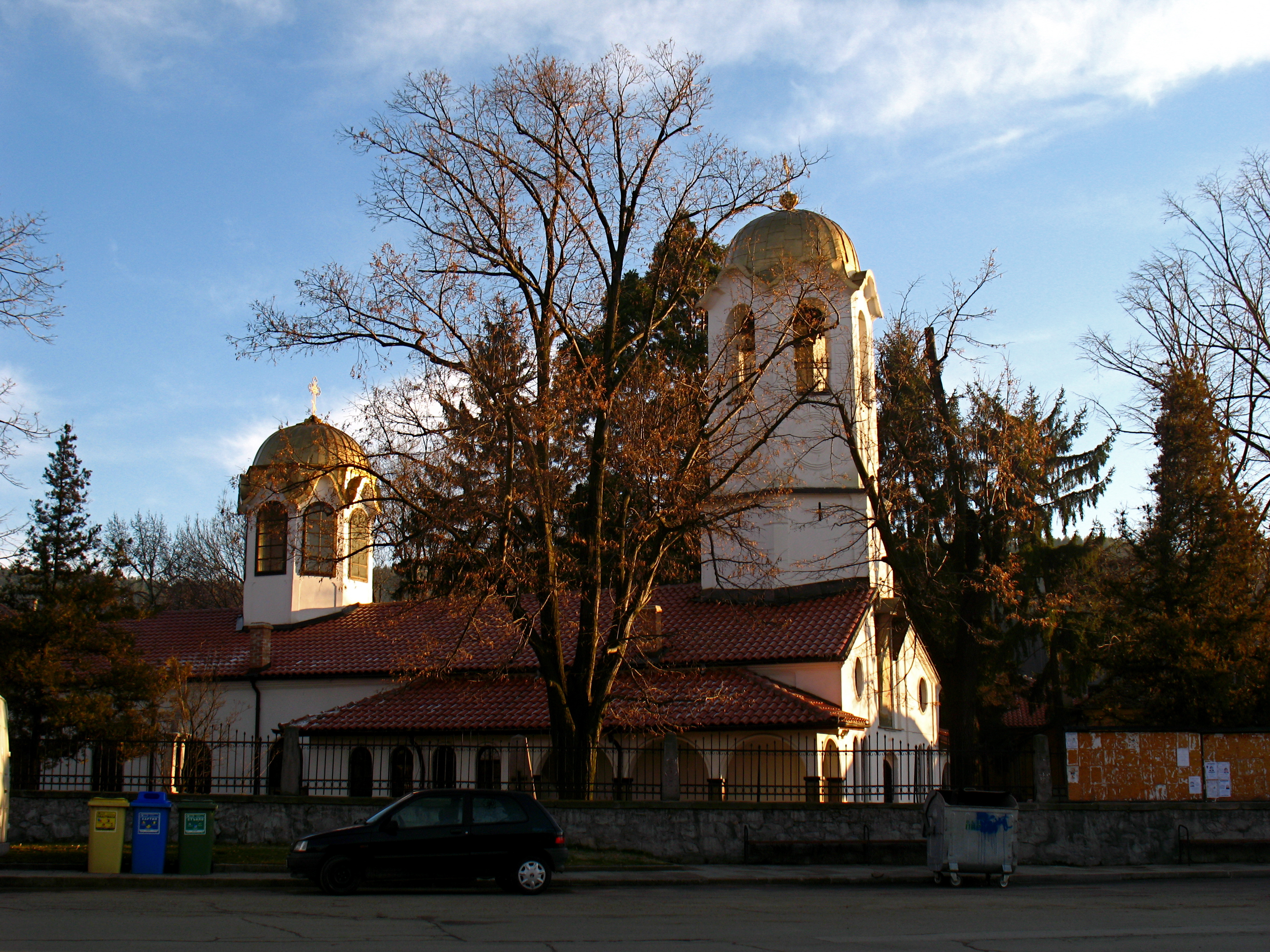
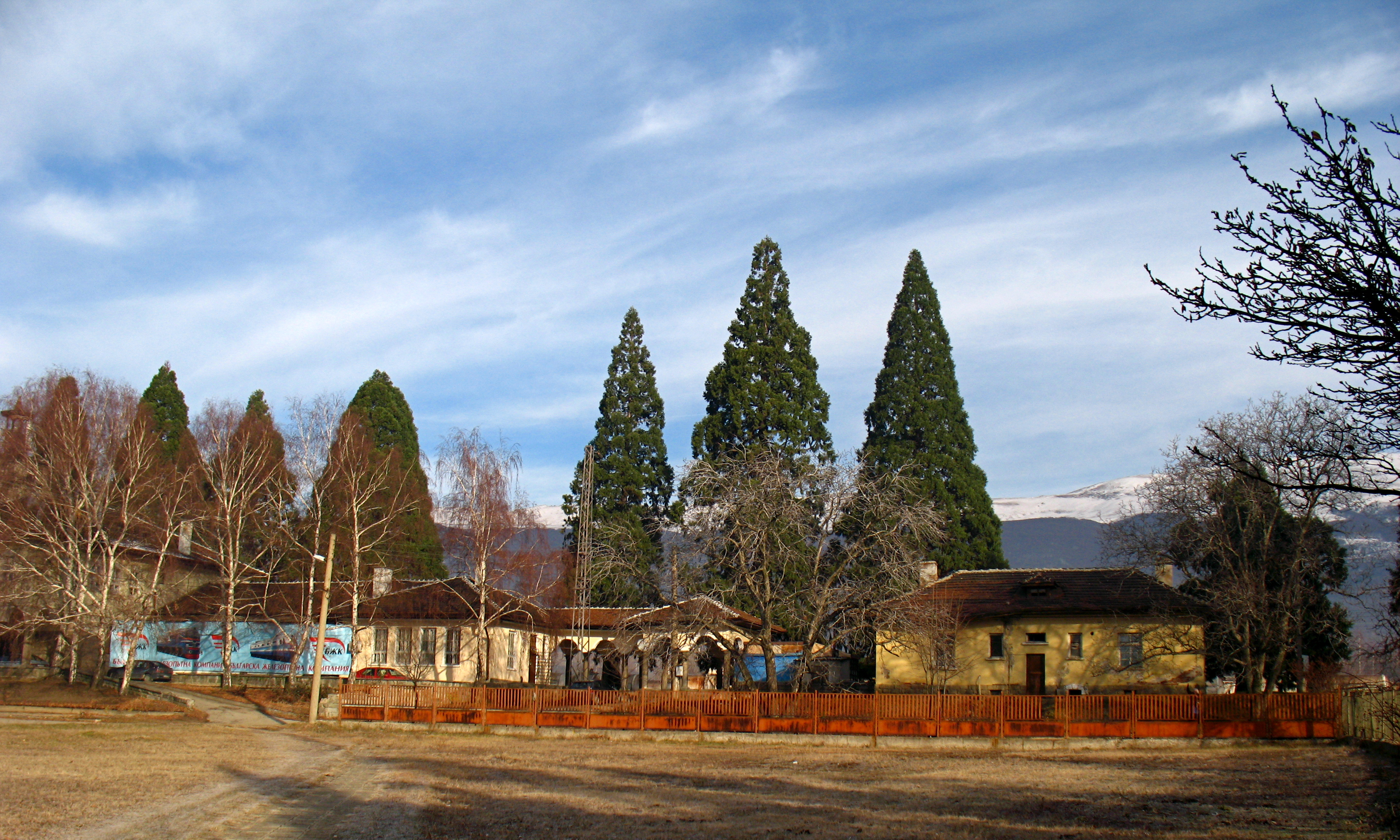
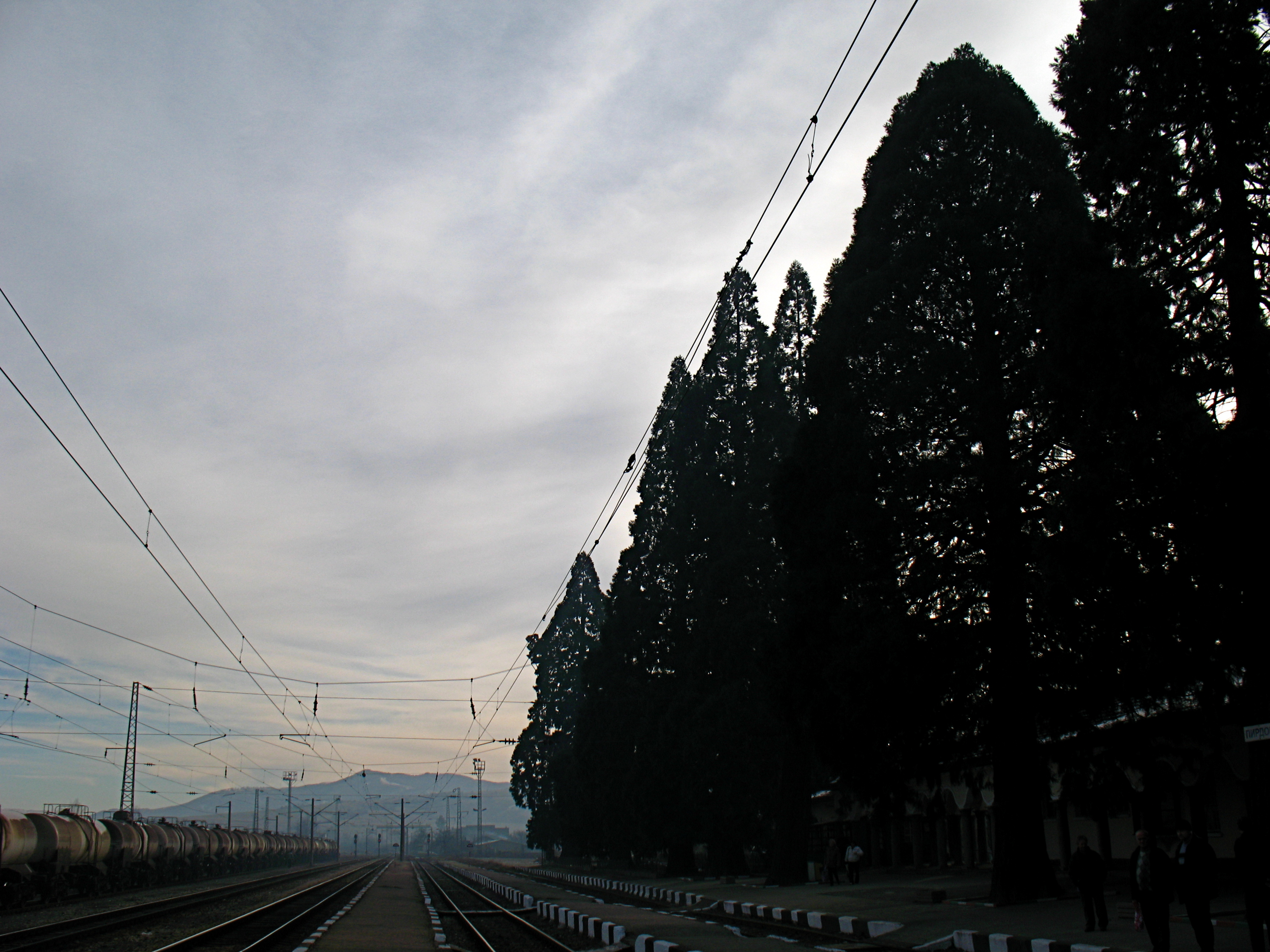
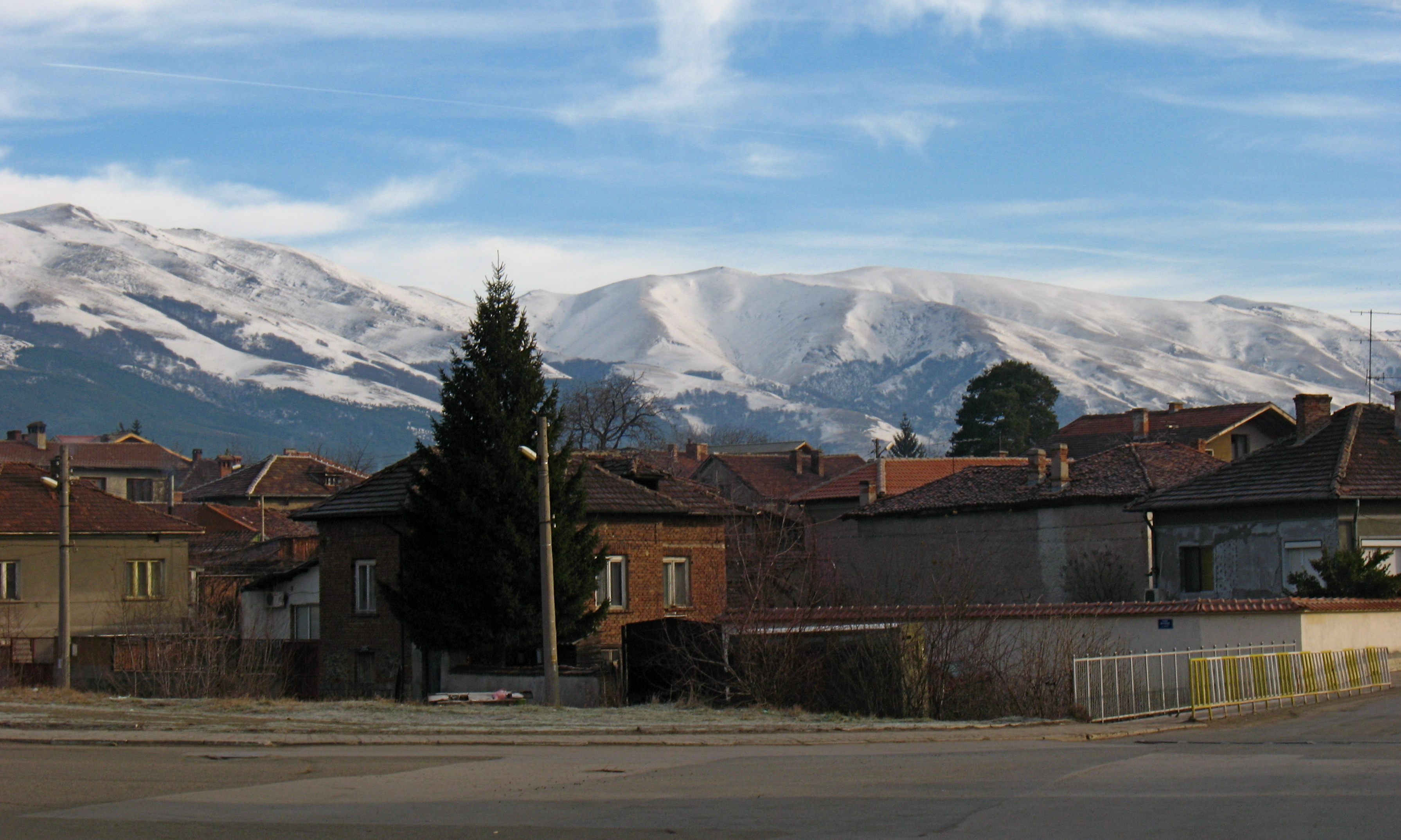